# Sven Lagerbring

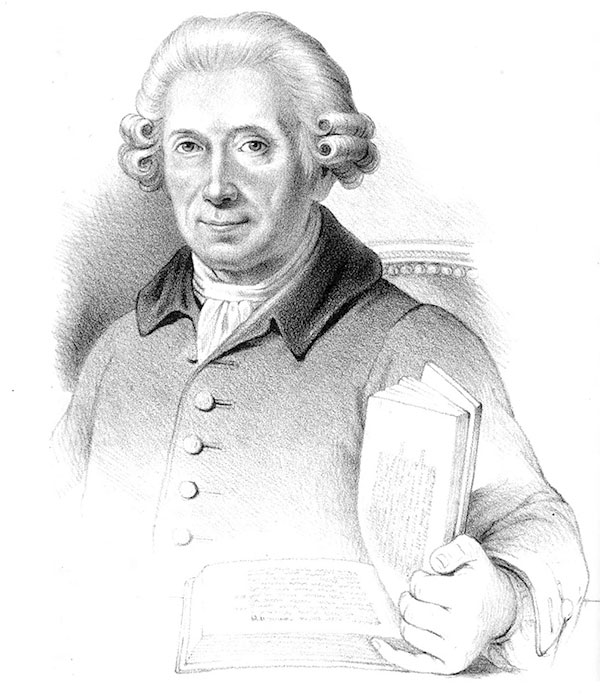
Sven Lagerbring

Sven Lagerbring, eigentlich Sven Bring, schrieb sich Sven Lager Bring, (* 24. Februar 1707 auf Hof Klinta im Kirchspiel Bosjökloster, in der heutigen Gemeinde Höör; † 5. Dezember 1787 in Lund) war ein schwedischer Historiker. Die Familie Bring stammte aus altem norwegischem Adel aus der Zeit König Sverres.
Seine Eltern waren der Pfarrer Ebbe Bring in Bosjökloster, später in Brönnestad und dessen Frau Abela Klinthæus. Er heiratete 1745 Maria Beata Lagercreutz, Tochter des Generalauditeurs Jacob Johansson Lagercreutz und dessen Frau Maria Rosensparre.
Lagerbring studierte an der Universität Lund. 1731 wurde er dort „Juris Adjunkt“. Einige Jahre später war er in Stockholm beim Präsidenten am schwedischen Hofgericht Hans von Fersen als Lehrer für seinen Sohn Axel von Fersen – dem späteren Feldmarschall – angestellt. Dadurch erhielt er auch Zugang zum Reichsarchiv.
1741 wurde er Akademiesekretär in Lund. 1742 wurde er dort Professor für Geschichte, 1748 und 1755 amtierte er als Rektor der Universität. 1751 promovierte er an der juristischen Fakultät. 1755 war Lagerbring einer der ersten, der von Königin Lovisa Ulrika in die Kungliga Vitterhets Historie och Antikvitets Akademien berufen wurde. 1769 wurde er geadelt und erhielt den Titel „Kanzleirat“. 1770 wurde er von der Vorlesungspflicht befreit, damit er sich der Abfassung der schwedischen Geschichte widmen konnte. Er erhielt dafür einen Zuschuss von 4.000 Talern. Mit der Verleihung des Adelstitels erhielt er auch den Namen „Lagerbring“, den er selbst aber immer als „Lager Bring“ schrieb.

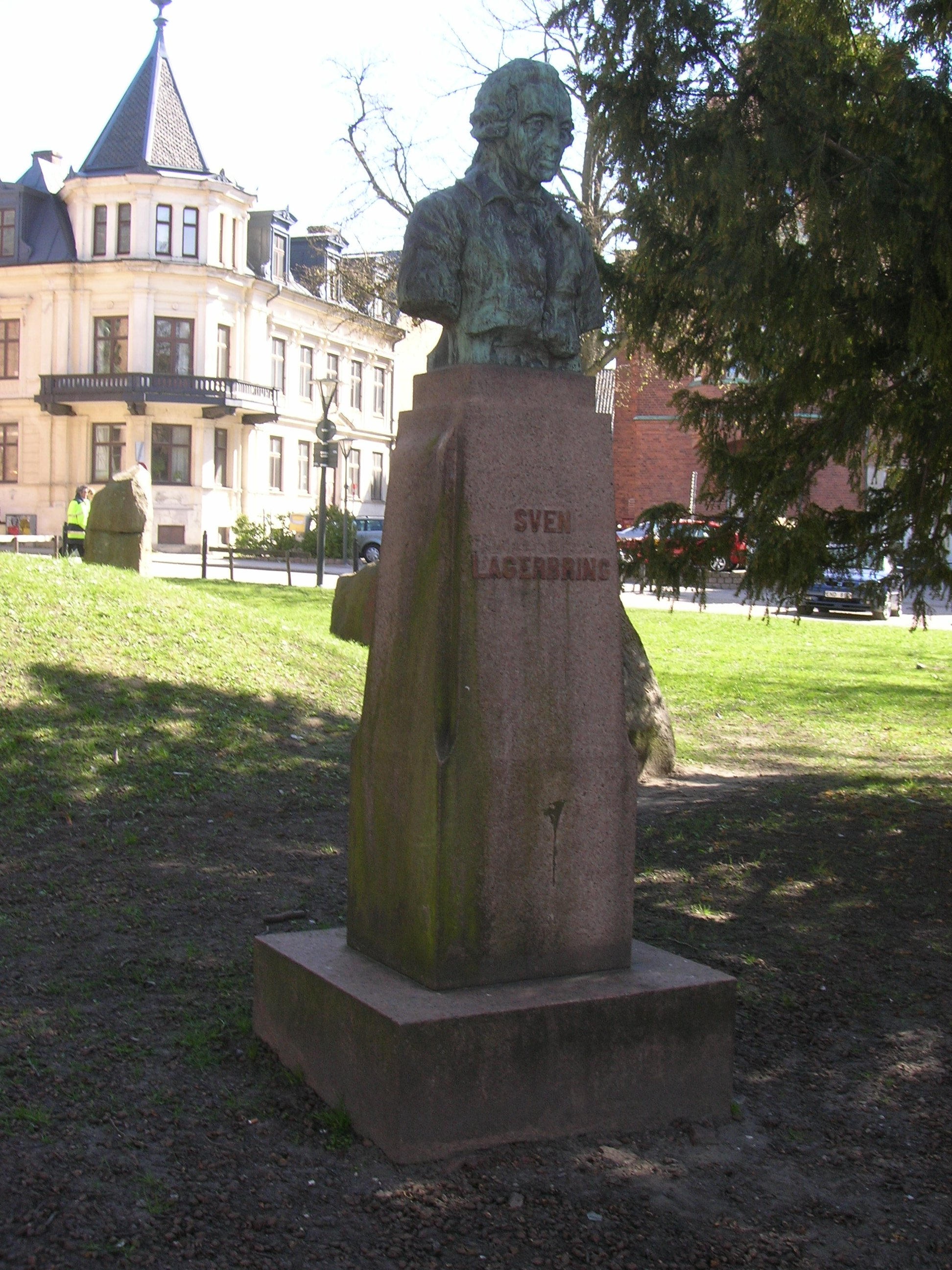
Büste von Sven Lagerbring an der Universität von Lund

Lagerbring gehört zu den Begründern der modernen kritischen Forschung zur schwedischen Geschichte. Er benutzte auch ausländische Quellen und stand mit den dänischen Historikern Jacob Langebek und Peter Frederik Suhm in Briefwechsel. Er hielt in seinen Schriften zum König und beschrieb den schwedischen Adel so kritisch, dass man ihn als Begründer der „Adelsverdammung“ in der schwedischen Geschichtsschreibung bezeichnete.
Sein Hauptwerk ist Svea rikes historia in vier Bänden (1769–1783). In diesem Werk erstellte Lagerbring eine zu dieser Zeit einzigartige Schilderung des schwedischen Staates, seiner Verwaltung und seiner Organisation. Er war auch sehr an der Archäologie und an Geschichtsdokumenten über seine Heimatprovinz interessiert. So gab er die Monumenta scanensia heraus.

## Werke (Auswahl)
- Historia literaria, eller Inledning, til wetnskaps historien,: uti hwilken korteligen anföres wetnskapernas tilstånd ifrån deras första början til närwarande tid. Lund 1748.
- Dissertatio gradualis, de Carlshamnia, urbe Blekingiæ. Lund 1749.
- Samling af åtskilliga handlingar och påminnelser, som förmodeligen kunna gifva lius i svänska historien. 3 Bände. Lund 1749–58.
- Kongl. rådets, general gouverneurens och fält-marskalkens, gref Rutger von Aschebergs lefwerne, efter trowärdiga och tilförlåteliga handlingar, upsatt och utgifwit Lund 1751.
- Tal, då hans kungl. höghet Svea rikes cron prins prins Gustaf första gången benådade kongl. Carolinska academien med sin höga närvaro d. 3 october 1766. Lund 1766.
- Monumenta scanensia, quibus varia ad antiquitates Sviogothicas pertinenta capita continentur, academicis ante disputationibus ventilata nunc in unum collecta fasciculum edidit notisque illustravit Sven Bring. 2 Bände. Lund 1744-1751.
- Nya stats-historien i sammandrag. Til swenska ungdomens tjenst. Stockholm 1777
- Swea Rikes Historia, Ifrån De äldsta Tidar Til De närwarande. Fünf Bände (der letzte unvollendet). Stockholm 1769-1786.
- Sammandrag af Svea-rikes historia. Bände 1–6. Stockholm 1778–80. Das Werk wurde auch auf Französisch übersetzt.
- eine von Weibull herausgegebene Selbstbiographie

Viele ungedruckte Manuskripte über juristische und philosophische Themen, Vorlesungskonzepte, Urkundenabschriften lagern in den Universitätsbibliotheken von Lund und Uppsala und in der Stiftsbibliothek von Linköping.